# كارلس جيل
كارلس جيل دي باريخا فيسنت (بالإسبانية: Carles Gil)‏ (مواليد 22 نوفمبر 1992) هو لاعب كرة قدم إسباني، يلعب حاليًا لصالح نادي نيو إنغلاند ريفولوشن.

## روابط خارجية
- كارلس جيل على موقع الدوري الأمريكي (الإنجليزية)
- كارلس جيل على موقع قاعدة بيانات كرة القدم.إي يو (الإنجليزية)
- كارلس جيل على موقع Soccerbase.com (لاعب) (الإنجليزية)
- كارلس جيل على موقع Soccerway.com (الإنجليزية)
- كارلس جيل على موقع عالم كرة القدم.نت (الإنجليزية)
- كارلس جيل على موقع AS.com (الإسبانية)